# Джейкоб Марлі

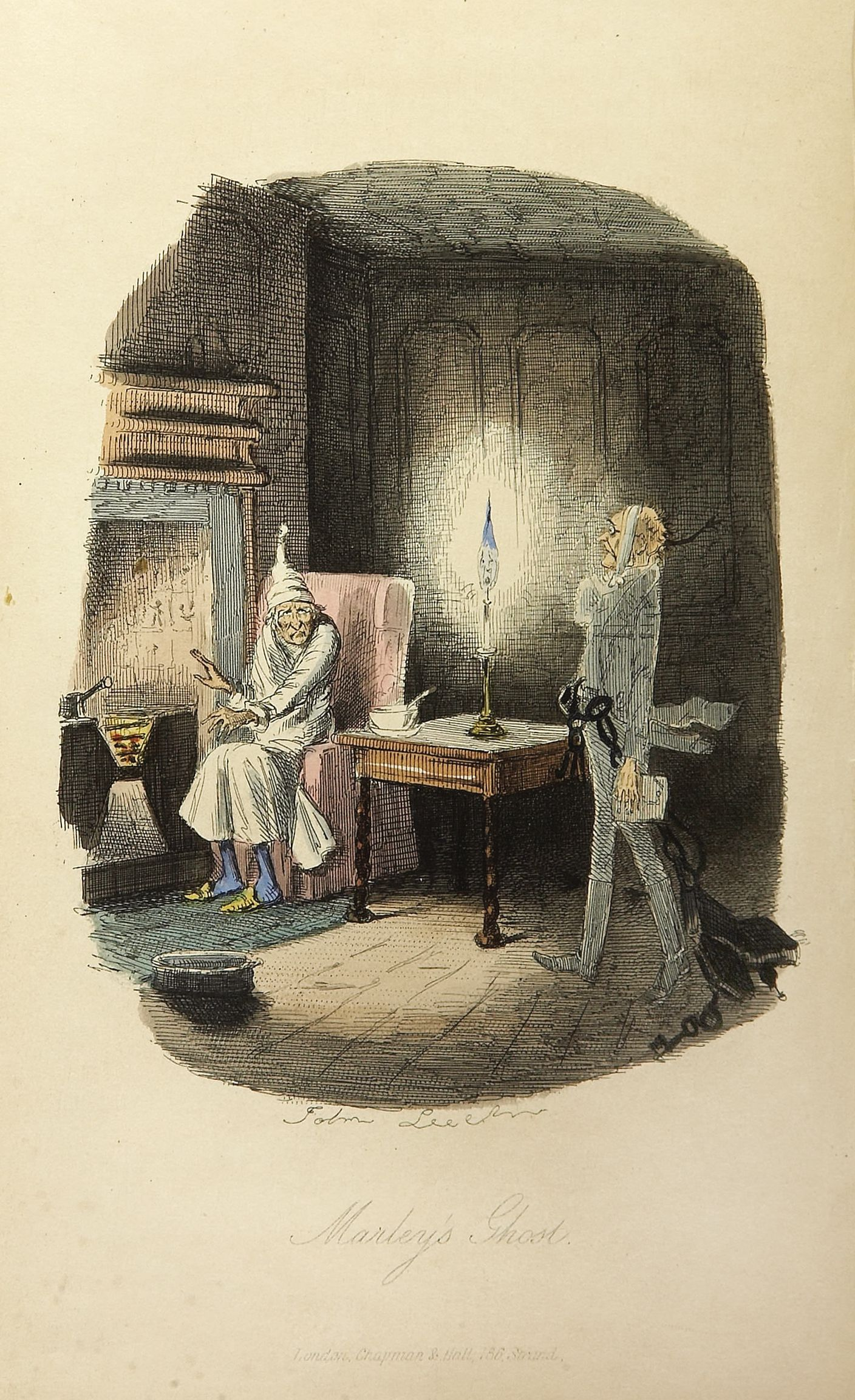
Ебенізер Скрудж зустрічає привида Джейкоба Марлі в повісті Дікенса «Різдвяна пісня» — ілюстрація (1843)

Дже́йкоб Ма́рлі — вигаданий персонаж повісті Чарлза Дікенса «Різдвяна пісня» 1843 року, колишній діловий партнер скнари Ебенезера Скруджа, який помер за сім років до подій описаних в повісті.
Напередодні чергового Різдва привид Марлі відвідує Скруджа вдома; у потойбічному світі Марлі блукає Землею, оповитий важкими ланцюгами та скарбничками, викуваними протягом його життя, повного жадібності й егоїзму. Марлі каже Скруджу, що у того є єдиний шанс уникнути такої ж долі: Скруджа відвідають три духи, і він має прислухатись до них, інакше буде проклятий носити набагато важчі власні ланцюги. Однак духи запропонують Скруджу шанс на спокуту.

## Важливість історії

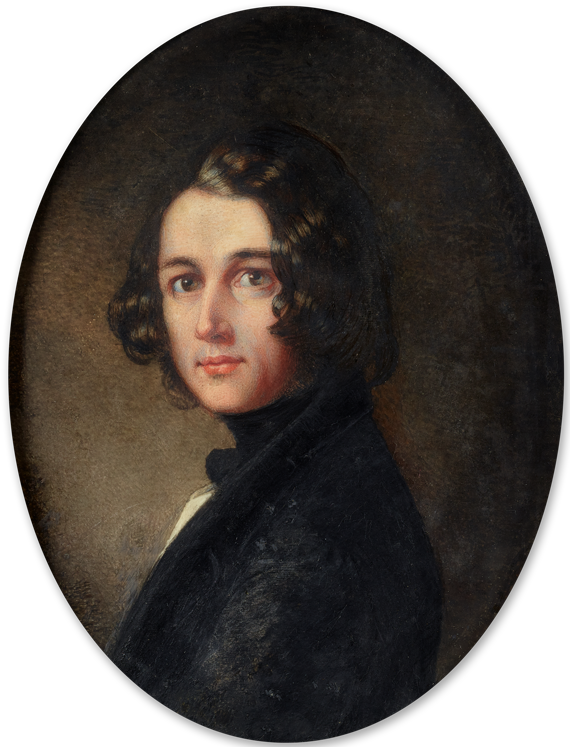
Портрет Дікенса, створений (1843), намальований у період, коли він писав «Різдвяну пісню».

На початку 1843 року Дікенс був вражений тим, як поводяться з бідними людьми та їхніми дітьми, після того, як побачив жахливі умови дитячої праці на олов'яній шахті та відвідав школу для дітей у лахміттях. Автор спочатку збирався написати політичний памфлет під назвою «Звернення до народу Англії від імені Дитини бідної людини», але передумав і замість цього написав повість «Різдвяна пісня», у якій висловив своє соціальне занепокоєння щодо бідності та несправедливості. Привид Джейкоба Марлі в першій частині частково передає послання Дікенса щодо цієї проблеми.

У новелі Марлі та Скрудж «були партнерами протягом не знаю скількох років», їх неможливо було розрізнити, обидва були «вправними бізнесменами», хапалися за гроші й не турбувалися про добробут своїх «супутників по подорожі до могили». Хоча здається, що Марлі помер, не отримавши прижиттєвого покарання за відсутність соціальної відповідальності та байдужість до добробуту своїх ближніх, Скрудж не знає, що після смерті Марлі змушений блукати в центрі чистилища, закутий в ланцюги, касові скриньки та бухгалтерські книги, відчайдушно бажаючи допомогти бідним і нужденним, але не здужав цього зробити. У сьому річницю його смерті, напередодні Різдва, страждаючий привид Джейкоба Марлі з'являється Скруджу в його кімнатах:
Марлі зі своєю косичкою, у звичайному жилеті, колготках і чоботях; китиці на чоботях щетинилися, як його косичка, так само як і його пальто-спідниця, і волосся на голові. Ланцюг, який він тягнув, був закріплений посередині. Він був довгий і обмотував Марлі, як хвіст; ланцюг було зроблено (Скрудж мав нагоду спостерігати за ним зблизька) з касових скриньок, ключів, замків, бухгалтерських книг, документів і важких гаманців, викуваних зі сталі. Його тіло було прозорим; тому Скрудж, спостерігаючи за ним і дивлячись крізь його жилет, міг побачити два ґудзики на його пальті позаду".

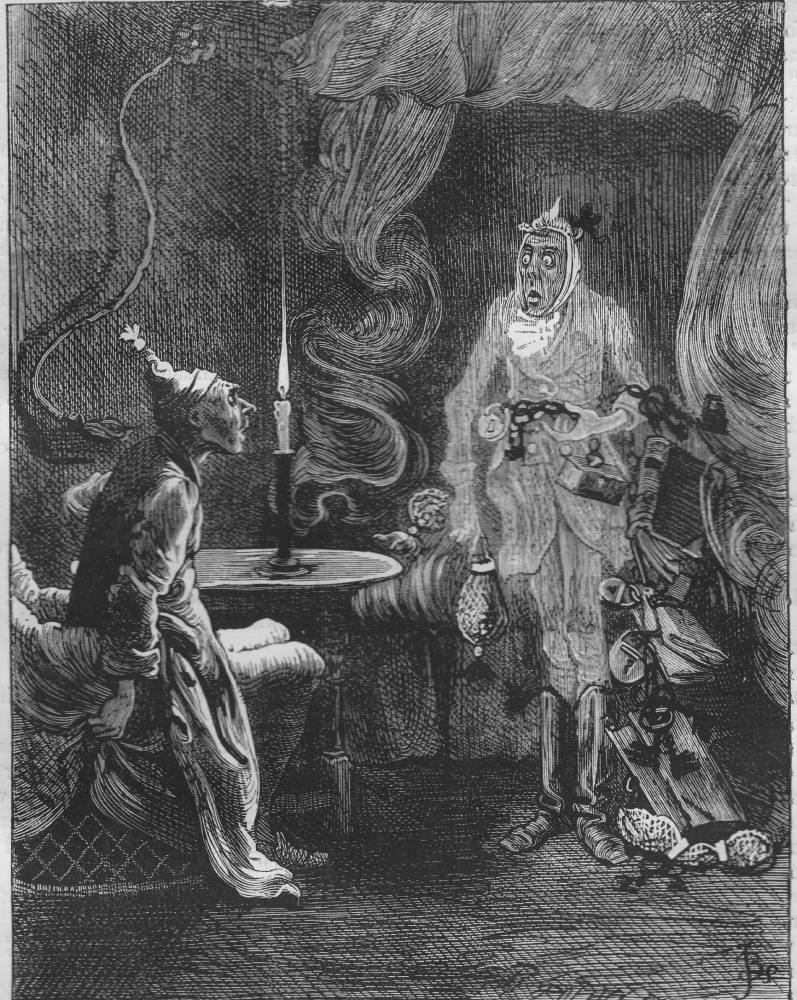
Марлі з'являється Скруджу — ілюстрація (1878).

Марлі попереджає Скруджа, що його власний ланцюг буде таким же повним і важким, як і ланцюг, що Марлі отримав сім років тому, і що Скрудж працює над створенням ланцюга через свою байдужість до бідних. Ланцюг Скруджа тепер важкий, і щоб уникнути вічності в чистилищі, Скрудж повинен змінити своє життя і покаятися. Щоб допомогти йому в цьому, Марлі заступився за Скруджа, щоб того відвідали три духи, які запропонують йому шанс уникнути цієї долі. Марлі попереджає Скруджа, що тому слід очікувати першого Духа, коли годинник покаже першу годину, другого — наступної ночі о тій самій годині, а третього — третьої ночі, коли годинник зробить останній удар дванадцятої години. Марлі каже Скруджу, що вони більше не побачаться, і залишає кімнату через відкрите вікно, де Марлі приєднується ззовні будинку до інших душ, що знаходяться у підвішеному стані та мучаться своєю нездатністю допомогти бідним і нужденним після своєї смерті, так, як вони повинні були б робити за життя.
Крім того, що Скрудж і Марлі були діловими партнерами в їхньому рахунковому домі протягом багатьох років і що вони були схожі один на одного своєю жадібністю, Дікенс не надає багато іншої довідкової інформації про Джейкоба Марлі. Його присутність у цій історії викликана потребою розповісти в першому розділі про скупість і людиноненависництво Скруджа і виступати вісником трьох Духів Різдва, які мають відвідати Скруджа. Заступництво Марлі перед якимось вищими силами, щоб Скрудж не розділив долю Марлі, надається як пояснення майбутнім візитам надприродних відвідувачів.
У книзі з самого початку стає зрозуміло, що Старий Марлі був «мертвим, як цвях», ця фраза вперше зустрічається в поемі «Орач Пірс» Вільяма Ленгленда 1362 року, де вона записана як «забитий, як цвях». Розуміння цього факту читачем робить пізнішу появу Марлі перед Скруджем ще більш шокуючою. Дікенс пише: «Скрудж знав, що він мертвий? Звичайно, він знав. Як могло бути інакше? Скрудж і Марлі були партнерами не знаю скільки років. Скрудж був його єдиним виконавцем, його єдиним адміністратором, його єдиним правонаступником, його єдиним спадкоємцем, його єдиним другом і єдиним плакальником». Ці двоє чоловіків були діловими партнерами та, ймовірно, навряд чи чимось більшим. Попри страхітливий коментар Скруджа «Ти завжди був для мене хорошим другом, Джейкобе», малоймовірно, що вони насправді були близькі, оскільки навіть у день похорону Марлі Скрудж знаходить час, щоб укласти вигідну ділову угоду.

## Покарання Марлі

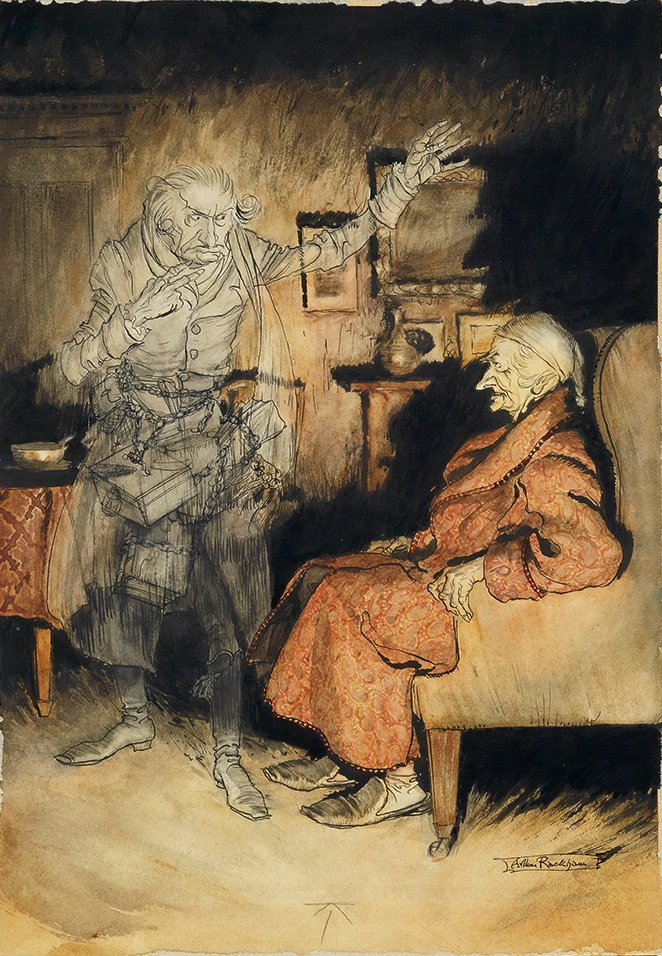
Привид Марлі — ілюстрація Артура Рекхема (1915).

Стає зрозуміло, що покарання Марлі полягало не в тому, щоб бути засудженим до пекла, місця вічних мук, звідки немає звільнення і звідки не можна втекти, а в тому, що він знаходиться в чистилищі, оскільки постійно блукав землею протягом семи років після смерті. Про це свідчать його докори сумління та бажання робити добро для бідних і нужденних, тих, кого він ігнорував у житті, а тепер сам мучиться, бо не може їм допомогти. Марлі каже Скруджу:
«Від кожної людини вимагається», — відповів Дух, — «щоб її дух ходив серед своїх ближніх і мандрував далеко й повсюдно; і якщо цей дух не робить цього за життя, він буде засуджений робити це після смерті. Він приречений блукати світом — о, горе мені! — і бути свідком того, чим він не може поділитися, хоча міг би легко поділитися цим на землі, і що можна було б обернути на щастя!»
Марлі каже Скруджу, що його поява перед ним «не є легкою частиною покаяння [Марлі]», і що це дає Скруджу надію та шанс на спокуту. Оскільки власне спокутування Скруджа є частиною покаяння Марлі, він також повинен мати надію на остаточне спокутування; якби Марлі був у пеклі, він не міг би на це сподіватися. Згадка Дікенса про те, що Марлі «не мав нутрощів», є посиланням на «нутрощі співчуття», згадані в Першому посланні Івана, причину його мук.

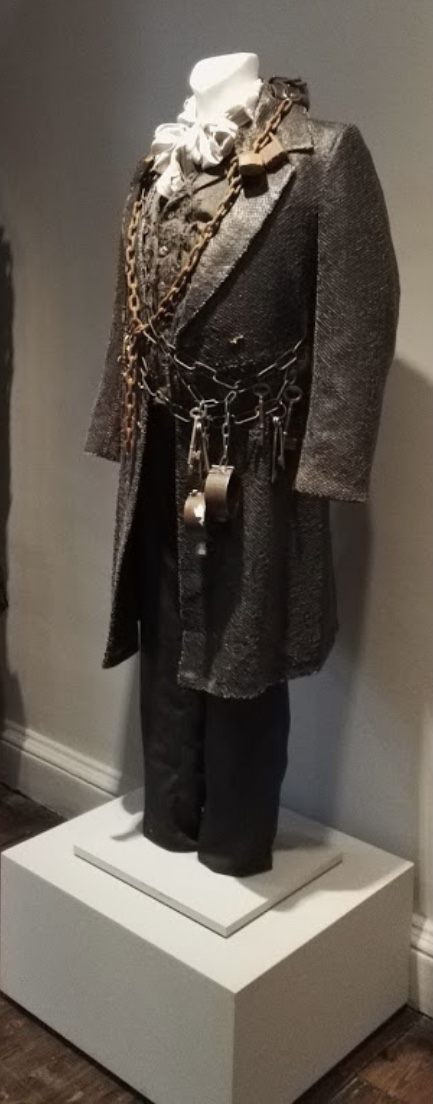
Костюм з ланцюгами для «Привида Марлі» з (2017) — експонується в в Лондоні.

Ланцюг, яким скований Марлі, символізує його життєві гріхи та провину за те, що він не зміг допомогти ближньому. Він сам викував цей ланцюг і носить його через відсутність співчуття до інших. Дійсно, привиди, яких Скрудж бачить за своїм вікном, так само сковані предметами, пов'язаними з гріхами, скоєними в їхньому житті:
Кожен з них носив ланцюги, як привид Марлі; деякі (це могли бути винні посадовці) були з'єднані разом; ніхто не був вільним. Багато з них були особисто знайомі Скруджу в їхньому житті. Він був добре знайомий з одним старим привидом у білому жилеті з величезним залізним сейфом, прикріпленим до щиколотки; привід жалібно плакав, бо не міг допомогти нещасній жінці з немовлям, яку побачив унизу, на порозі. Зрозуміло, що біда їх усіх полягала в тому, що вони хотіли б втрутитися в людські справи, аби допомогти, проте назавжди втратили таку можливість.
Зрозуміло, що ці змучені душі за вікном, так само як Марлі та Скрудж, винні в тому, що вони, поки були живі, не спромоглися надати допомоги тим, хто її потребував; але тепер вони мертві й вже надто пізно, а ланцюги, якими вони сковані, ці душі також викували за життя й оперезали їх з власної волі. Вони зв'язані своїми ланцюгами так само, як ув'язнені були б зв'язані у вікторіанських в'язницях. Жоден із привидів не носить свої ланцюги добровільно. Хоча зазвичай ланцюги кували з металу, ланцюги Марлі кували з того, що він цінував у житті — грошей і матеріальних благ. До ланцюга Марлі прикріплені бухгалтерські книги та каси, кожна з яких символізує заробляння грошей — його пріоритет у житті — і те, як він не спромігся допомогти іншим. Кожен з інших привидів так само має прикріплені до своїх ланцюгів важкі символи своїх колишніх ремесел. Старий привид, якого впізнав Скрудж, має величезний залізний сейф, прикріплений до його ланцюга, ймовірно, демонструючи, що він, як і Скрудж, був скнарою, який накопичував свої гроші замість того, щоб допомагати нужденним. Він є спорідненою душею для Скруджа, можливо, тому Скрудж його і впізнає. Цілком очевидно, що ці привиди, як і Марлі, страждають, тому що їм вже запізно допомагати живим і вони не мають шансів на спокуту — виправивши свої помилки. Ланцюг, яким буде оперезаний Скрудж і про який він ще не здогадується, був би міцнішим, важчим і більш громіздким, ніж той, що має Марлі, оскільки Скрудж працював над своїм ланцюгом на сім років довше через кожен акт байдужості до оточуючих.

## Можливе походження

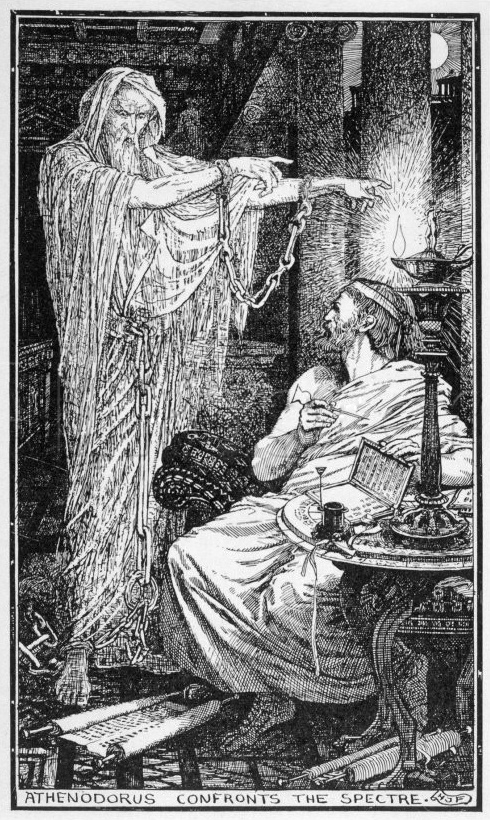
Атенодор зустрічає прикутого привида.

Одна з теорій походження персонажа Марлі, висунута кіносценаристом і письменником Роджером Кларком та істориком Дейзі Данн, полягає в тому, що на Дікенса вплинули твори Плінія Молодшого, який розповів знамениту історію про будинок з привидами з античного класичного світу (близько 50 р. н. е.). У 1825 році молодого Дікенса відправили до класичної та комерційної академії Веллінгтон-Хаус, де в 1827 році він отримав премію з Латинської мови. Можливо, під час навчання він уперше зустрів історію про привид Плінія. Однак Данн стверджує, що у своїй бібліотеці Дікенс мав примірник «Філософії таємниці» Уолтера Купера Денді, опублікованої в 1841 році, за два роки до того, як Дікенс написав «Різдвяну пісню». У книзі також міститься опис Плінієм привидів будинку в Афінах, який був куплений філософом-стоїком Атенодором, який жив приблизно за 100 років до Плінія. Знаючи, що в будинку нібито є привиди, Атенодор навмисно поставив свій письмовий стіл у кімнаті, де, як казали, з'являвся привид, і сидів там, пишучи до пізньої ночі, коли його потривожив привид, який спочатку підійшов до дверей, а потім і до кімнати, і який, як і Марлі, був закутий у кайдани. Пліній писав своєму другові Сурі, що «серед ночі часто чути шум, схожий на брязкіт заліза, який, якщо прислухатися уважніше, схожий на брязкіт кайданів; спочатку здавалося, що це здалеку, але він поступово наближався; одразу ж після цього з'явився привид у вигляді старого, надзвичайно худого й убогого, з довгою бородою й щетинистим волоссям; брязкаючи кайданами на ногах і руках». Атенодор пішов за привидом назовні, де привід показав йому місце на землі. Пізніше, коли Атенодор розкопав землю в цьому місці, він знайшов закутий у кайдани скелет. Відвідування привида припинилися, коли скелет належним чином перепоховали.
Для образу Марлі в ланцюгах Дікенс, можливо, також спирався на свій спогад про візит до Західної пенітенціарної колонії в Піттсбурзі, штат Пенсільванія, в березні 1842 року, де він бачив — і був цим вражений — скованих в'язнів і загадувався над питанням, чи «відвідували їх вночі привиди».
Коли Дікенс був молодим, він жив у квартирі на Норфолк-стріт, 10 (сьогодні Клівленд-стріт, 22), у лондонському районі Фіцровія, лише за кілька ярдів від місцевого торговця сиром, якого звали Марлі, а також неподалік від приміщень торговця з вивіскою «Гудж і Марні», будь-яке з яких могло дати ім'я Скруджа та його колишнього ділового партнера, хоча доктор Марлі набагато імовірніший.

## У масовій культурі
Марлі є героєм роману «Привид Джейкоба Марлі» Майкла Фріджена (2019), «Марлі» Джона Клінча (2019) та «Джейкоб Т. Марлі» Р. Вільяма Беннета (2011). Пісня «Jacob Marley's Chain» з'являється в першому сольному альбомі Еймі Манн Whatever (1993).
На честь Марлі названо американський блюграс-гурт Marley's Ghost. Гурт існує з середини 1980-х років і записав 12 альбомів.

## Видатні образи
- Гаррі Картер[en] у фільмі «Право бути щасливим[en]» (1916)[44]
- Лео Г. Керролл[en] у фільмі «Різдвяна пісня[en]» (1938)[45]
- Майкл Гордерн[en] у фільмі «Скрудж[en]» (1951)[46]
- Безіл Ретбоун у фільмі «Різдвяна пісня[en]» (1954)[47]
- Роял Дано[en] (голос) у «Різдвяна пісня містера Магу[en]» (1962)[48]
- Алек Гіннесс у фільмі «Скрудж[en]» (1970)[49]
- Майкл Гордерн[en] (озвучування) в оскароносному фільмі «Різдвяна пісня[en]» (1971)[50]
- Джон Ле Мезюр'є[en] у фільмі «Різдвяна пісня» (1977)[51]
- Теодор Бікель[en] (голос) у фільмі «Найскупіша людина в місті[en]» (1978)[52]
- Мел Блан (голос, озвучував Багза Банні) у фільмі «Різдвяна пісня Багза Банні[en]» (1979)
- Гел Сміт[en] (голос, озвучував Гуфі) у фільмі «Різдвяна пісня Мікі[en]» (1983)[53]
- Френк Фінлей[en] у фільмі «Різдвяна пісня» (1984)[54]
- «Статлер і Вальдорф[en]» (у виконанні Джеррі Нельсона[en] та Дейва Ґольца[en]) у ролях братів Джейкоба та Роберта Марлі у фільмі «Різдвяна пісня Маппет[en]» (1992)[55]
- Джон Стівенсон[en] (голос, у ролі містера Слейт) у фільмі «Різдвяна пісня Флінстоунів[en]» (1994)[56]
- Ед Еснер (озвучування) у «Різдвяна пісня[en]» (1997)
- Бернард Ллойд[en] у фільмі «Різдвяна пісня[en]» (1999)[57]
- Рей Фірон[en] на кадрі з фільму «Різдвяна пісня[en]» (2000)[58]
- Розонда «Чілі» Томас[en] в ролі Джейкоба Марлі у фільмі «Різдвяна пісня примадонни[en]» (2000)
- Ніколас Кейдж (голос) у фільмі «Різдвяна пісня: фільм[en]» (2001)[59] — у цій версії Джейкоб з'являється вдруге, щоб повернути Скруджа в сьогодення.
- Джейсон Александр у фільмі «Різдвяна пісня[en]» (2004)[60]
- Кіт Вікхем[en] (голос) у фільмі «Різдвяна пісня[en]»[61]
- Гері Олдман (озвучування) у фільмі «Різдвяна пісня» (2009)[62]
- Тім Казуринський[en] у фільмі «Скрудж і Марлі[en]» (2012)[63] — у цій версії ланцюги Джейкоба Марлі послаблюються в кінці фільму через лазівку, якою він скористався.
- Пітер Ферт[en] у телесеріалі «Епоха Дікенса» (2015)[64]
- Дональд Самптер у фільмі «Людина, яка винайшла Різдво[en]» (2017)[65]
- Алекс Гомонд[en] у виставі «Різдвяна пісня[en]» (2017)[66]
- Стівен Грем у мінісеріалі BBC «Різдвяна пісня» (2019)[67] — у цій версії він і Скрудж були крадіжками. Відвідавши Скруджа в вигляді привида, він взаємодіє з кожним із привидів, які відвідують Скруджа. Після другої розмови зі Скруджем і бажання, щоб привиди зберегли життя Крихітного Тіма, Джейкоб повертається до могили, щоб спочити з миром.
- Енді Серкіс (голос) у фільмі «Різдвяна пісня[en]» (2020)[68]
- Марк Гетісс у фільмі «Різдвяна пісня: Історія про привидів[en]» (2021)[69]
- Патрік Пейдж[en] у мюзиклі «Дух Різдва» (2022)[70]
- Джонатан Прайс (озвучування) у фільмі «Скрудж: Різдвяна пісня[en]» (2022)[71]
- Адріан Лестер[en] у ролі Джейкоба Марлі та Бен Шварц у ролі його гіпотетичного сина Боба Марлі у комедійному серіалі «Постановка[en]» (2023).